# Chapdes-Beaufort
Chapdes-Beaufort is een gemeente in het Franse departement Puy-de-Dôme (regio Auvergne-Rhône-Alpes). De plaats maakt deel uit van het arrondissement Riom. Chapdes-Beaufort telde op 1 januari 2022 1.139 inwoners.

## Geografie
De oppervlakte van Chapdes-Beaufort bedroeg op 1 januari 2022 31,79 vierkante kilometer; de bevolkingsdichtheid was toen 35,8 inwoners per km².

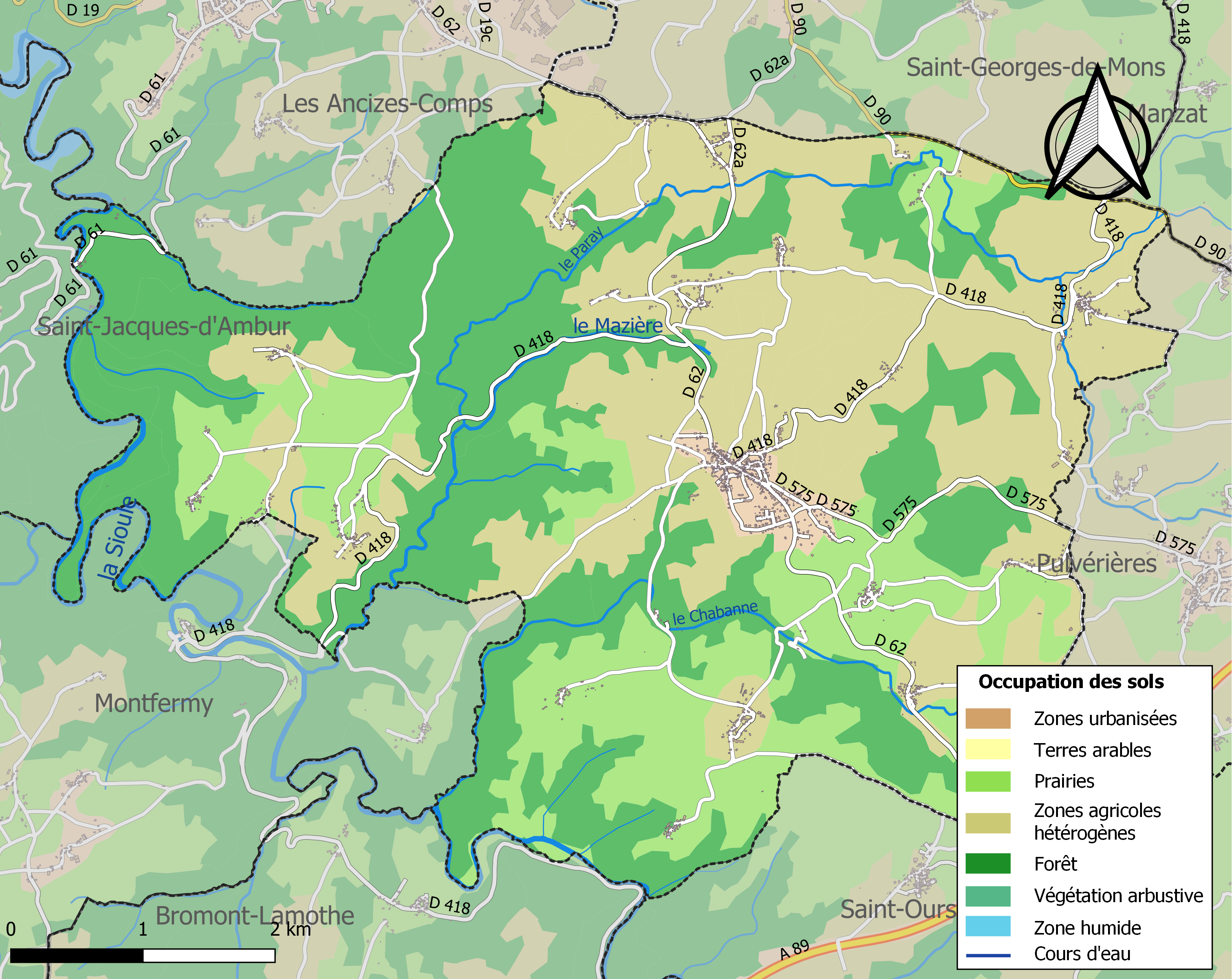
Kaart van de gemeente met belangrijkste infrastructuur, bodemgebruik en omliggende gemeenten

## Demografie
Onderstaande figuur toont het verloop van het inwonertal (bron: INSEE-tellingen).